# Inocente

Inocente est un film américain réalisé par Sean Fine et Andrea Nix, sorti en 2012.
Il a reçu l'Oscar du meilleur court métrage documentaire en 2013. C'est le premier film financé par le financement participatif à recevoir un Oscar.

## Synopsis
Inocente raconte l'histoire d'une jeune fille californienne de 15 ans, sans domicile fixe, qui a l'ambition de devenir une artiste.

## Fiche technique
- Réalisation : Sean Fine et Andrea Nix
- Durée : 40 minutes
- Date de sortie : 15 juin 2012

## Nominations et récompenses
- Oscar du meilleur court métrage documentaire lors de la 85e cérémonie des Oscars.
- Meilleur documentaire au festival du film de San Antonio en 2012